# 히포돈티움속
히포돈티움속(Hypodontium)은 꼬리이끼목에 속하는 이끼 속의 하나이다. 히포돈티움과(Hypodontiaceae)의 유일속이다.

## 하위 종
- Hypodontium dregei
- Hypodontium pomiforme